# Marthe Widhopff
Marthe Widhopff, née Knoth à Paris 17e le 2 août 1885 et morte à Montfermeil le 10 février 1970, est une artiste peintre et sculptrice française.

## Biographie
Issue d’une fratrie de quatre enfants, Marthe Knoth épouse le peintre David Ossipovitch Widhopff (Odessa 1867 - Saint-Clair-sur-Epte 1933) en 1918, dont elle devient l'élève. Elle épouse en secondes noces en 1952 Lucien Marcel Huguenin.
Marthe Knoth signera toutes ses œuvres du nom de son premier mari : « Marthe Widhopff ».
Très active dans les années 1930, elle expose à la deuxième exposition des peintres musiciens en 1931, au 12 rue Pigalle à Paris, puis régulièrement dans la galerie Berthe Weill, notamment en 1934 et 1935, première galerie parisienne tenue par une femme, où son art remporte un grand succès,.
Elle participe ensuite au Salon des artistes français, notamment en 1937.
Elle peint des paysages, des compositions florales et des panneaux décoratifs. Très influencé par l'art africain et les arts issus des colonies, notamment dans ses sculptures, son art se distingue par une touche robuste et sculpturale, tout en y introduisant une douceur et un sens des couleurs proches de l'École de Paris. 
On dispose de peu d'informations sur cette artiste dont on retrouve de temps en temps des œuvres sur le marché de l'art, notamment une superbe huile sur toile Toilette exotique vendue le 22 novembre 2009 à Saint-Germain-en-Laye.